# Turieno
Turieno es una localidad española del municipio de Camaleño, perteneciente a la comunidad autónoma de Cantabria.

## Toponimia
El lugar puede encontrarse referido como Turieno y Santibáñez.

## Geografía
La localidad está ubicada a 330 m s. n. m., en terreno áspero y desigual; dista 4 kilómetros de la capital municipal, Camaleño. 

## Historia
Durante los siglos IX y X tuvo dos monasterios: uno dedicado a San Adrián y Santa Natalia y otro bajo la advocación de San Justo.
Hacia mediados del siglo XIX, el lugar, ya por entonces perteneciente al municipio de Camaleño, tenía contabilizada una población de 210 habitantes. Aparece descrito en el decimotercer volumen del Diccionario geográfico-estadístico-histórico de España y sus posesiones de Ultramar de Pascual Madoz con las siguientes palabras:

SANTIBAÑEZ ó TURIENO: l. en la prov. de Santander, part. jud. de Potes, dióc. de Leon, aud. terr. y c. g. de Búrgos, ayunt. de Camaleño. sit. en terreno áspero; su clima es bastante sano. Tiene 50 casas; escuela de primeras letras; igl. parr. (Ntra. Sra. de las Cortes) servida por un cura de ingreso y presentacion del monast. de Sahagun órden de San Benito, y buenas aguas potables. Confina con pueblos del ayunt. á que correspnde. El terreno es desigual, formando valles bastante amenos y sinuosidades en que apenas pueden penetrar los rayos del sol. Los caminos son locales y malos. Recibe la correspondencia de Potes. prod.: granos, legumbres, vino, frutas y pastos; cria ganados y caza de varios animales. Los montes estan poblados de arbolado de encina y roble. pobl.: 50 vec., 210 alm. contr.: con el ayuntamiento.
(Madoz, 1849, p. 832)

En 2023, la entidad singular de población de Turieno tenía empadronados 93 habitantes, todos ellos en el núcleo de población de ese nombre.

## Patrimonio
De su patrimonio arquitectónico destaca la iglesia parroquial dedicada a Nuestra Señora (siglo XVII). Además, en algunas casonas pueden verse escudos, en concreto de Otero y Cossío y otra de Floranes. Aquí nació Francisco Otero y Cossío, religioso que vivió a finales del siglo XVII, que fue arzobispo y capitán general de Nueva Granada.